# Hans Edlund
Hans (Hasse) Edlund, född 25 juli 1956 i Kiruna, är en tidigare svensk ishockeyspelare med moderklubben IFK Kiruna. Edlund spelade i elitserien i Västra Frölunda och IF Björklöven under 1980-talet. Han tog SM-guld med Björklöven 1987. Några landskamper men aldrig riktigt etablerad i Tre kronor. Hans Edlund var 1995–2005 scout för NHL-laget Dallas Stars.